# 台中市公車500路跳蛙公車
台中市公車500路跳蛙公車目前行駛自忠義里（中科實驗高中）到臺中車站，主要行駛於中清路，由台中客運營運。本路線僅靠現今6路重點站位，非逐站停靠，且僅於平日尖峰行駛，例假日及寒暑假停駛。通車時原為500路，2022年7月1日配合幹線公車通車，路線改為500路跳蛙公車，為中清幹線跳蛙公車。

## 歷史
- 2016年3月1日：500路正式通車。[1] [2] [3]
- 2016年6月6日：調整發車時刻。[4]
- 2016年10月29日：配合「臺中市綠川排水環境營造計畫」工程，將「綠川東站」裁撤改停靠「第一廣場」。[5]
- 2017年9月21日：增設「彰化銀行（臺灣大道）」、「臺中州廳」。[6]
- 2019年1月1日：「臺中火車站（臺灣大道）」更名為「臺中車站（臺灣大道）」。
- 2019年8月30日：增停「六寶里」。[7]
- 2019年10月1日：配合台中市公車班次大調整，本路線營運時間由平日（採雙向對開）05:50—06:50/16:30—17:30，例假日及寒暑假停駛，改為台中車站 06:10、17:00－17:30/忠義里 06:00－06:30。
- 2022年7月1日：配合幹線公車通車，路線改為500路跳蛙公車「忠義里－臺中車站」。

## 路線基本資料
單程行車里數約16.5公里，單程行車時間約60分鐘。往第一廣場共25站，往忠義里（中科實驗高中）共24站。
- 自忠義里（中科實驗高中）起，沿大雅區月祥路、中清路四段、中清東路、雅潭路四段、中清路三段、西屯區中清路三段、中清路二段、北屯區中清路二段、北區中清路一段、五權路、三民路三段、中區三民路二段、民權路、自由路二段、臺灣大道一段行駛到第一廣場。[8] [9]

- 自臺中火車站（臺灣大道）起，沿中區臺灣大道一段、三民路三段後行經路線與去程相同到忠義里（中科實驗高中）。

### 時刻表
- 平日（每10分鐘一班）：
  - 忠義里（中科實驗高中）：06:00～06:30
  - 臺中車站（臺灣大道）：06:10、17:00～17:30
- 例假日及寒暑假停駛

### 收費
- 依里程計費；刷電子票證10公里免費。
- 里程計費說明：
  - 基本里程：10公里。
  - 基本里程票價全票20元、半票11元。
  - 超過基本里程（10公里）計費方式：
    - 全票=[2.431 x 搭乘里程數x （1+5%營業稅）] （四捨五入）
    - 半票=[2.431 x 搭乘里程數x （1+5%營業稅）] x 50% （四捨五入）

  - 兒童、老人、身心障礙者及其陪伴者依規定半票收費。

### 停站
- 參見右側站牌路線圖。
- 路線圖更新時間為2019年10月17日。